# 小行星2597
小行星2597（2597 Arthur）是一颗绕太阳运转的小行星，为主小行星带小行星。该小行星于1980年8月8日发现。
該小行星以不列顛傳說的亞瑟王命名。

## 轨道参数
小行星2597的轨道半长轴为3.0049235 UA，离心率为0.154。